# Whitestarr
Whitestarr ist eine US-amerikanische Rockband aus Malibu, Kalifornien. Bekanntheit erlangte die Band vor allem durch eine TV-Serie und durch verschiedene Romanzen der Bandmitglieder.
Der Sänger Cisco Adler ist der Sohn des Musikproduzenten Lou Adler. Alex Orbison, der Schlagzeuger der Band, ist der Sohn des Country-Sängers Roy Orbison.

## Geschichte
Whitestarr wurde im Jahr 2000 gegründet. Bereits kurz nach der Gründung erhielt die Band einen Plattenvertrag, blieb jedoch weitgehend unbekannt, bis sie Gegenstand der VH1-Sendung „The Rock Life“ wurde.
Die Serie zeigte die Bandmitglieder sowohl bei deren Auftritten als auch in ihrem Privatleben. Auf Grund des geringen Zuschauerinteresses wurde „The Rock Life“ jedoch bald abgesetzt.
In der Folge erregte die Band durch die Romanzen der Musiker öffentliches Interesse. Cisco Adler, der Sänger, wurde bei Dates mit Mischa Barton, Kimberly Stewart, Paris Hilton und Lauren Conrad durch die Presse gesichtet.
Der Schlagzeuger Alex Orbison erschien in einigen Folgen der Serie LA Ink, mit deren Hauptperson Kat von D er zwischenzeitlich eine Beziehung führte.
Im Jahr 2007 gab Cisco Adler bekannt, dass er entschieden habe, die Zusammenarbeit mit den restlichen Bandmitgliedern bis auf Weiteres einzustellen, um sein Solo-Projekt zu verfolgen.
Der Gitarrist Jeramy „Rainbow“ Gritter veröffentlicht derzeit seine Musik unter dem Namen Beardo.

## Mitglieder
- Cisco Adler – Gesang
- Jeramy „Rainbow“ Gritter – Gitarre
- Johnny Zambetti – Gitarre
- Damon Webb – Bass
- Alex „Orbi“ Orbison – Schlagzeug
- Tony Potato – Tanz

## Diskographie
- Luv Machine (2006)
- Fillith Tillith (2007)